# کیوسو سان بوگیو
سه بوگیوی کیوسو یا کیوسو سان بوگیو (به ژاپنی: 清洲三奉行) به سه خاندانی گفته می‌شود که در دوره سنگوکو در ولایت اواری (امروزه  استان آیچی) به خاندان کیوسواودا (اودا یاماتو نو کامی) که مقام شوگودای (معاون فرمانداری) این ولایت را داشت، خدمت می‌کردند. این سه خاندان عبارتند از:
- دانجو نو جو (خاندان شوباتا اودا‏) (弾正忠家)
- اینابا نو کامی  (因幡守家)
- توزائمون (藤左衛門家)

## شعبه
```
شوگو
　　　　　                                     
خاندان شیبا

　　　　　　 　                                       　　 ┃
                             　┓━━━━━━━━━━━━━━━━━━━━━━━━━━━━━┻━━━━━━━━━━━━━━━━━━━━━━━━━━━━━━━━━━━━━━┏

شوگودای
   　
خاندان کیوسواودا (اودا یاماتو نو کامی)
　   
خاندان ایواکورااودا (اودا ایسه نو کامی)
　　
　　　　　                   ┃
تابع　               　
کیوسو سان بوگیو
```